# Ленінська районна в м. Харкові рада
Ленінська районна в м. Харкові рада — районна в м. Харкові рада, представницький орган, що здійснює функції та повноваження місцевого самоврядування, визначені Конституцією України і законами України, бере участь у місцевому самоврядуванні м. Харкова, створює свої виконавчі органи та обирає голову ради, який одночасно є і головою її виконавчого комітету, самостійно складає, розглядає, затверджує та виконує районний бюджет.
Не утворена (ліквідована) після закінчення терміну повноважень V (XXV) скликання 2010 року на підставі рішення чергової 38 сесії Харківської міської ради V скликання, що відбулася 25 листопада 2009 року.

## Депутати, склад депутатських фракцій і постійних комісій

### V (XXV) скликання
Список депутатів V скликання становить 40 осіб.
Створено шість постійніх комісій:
- з питань соціально-економічного розвитку району, бюджету та фінансів;
- з питань промисловості, транспорту, зв’язку, розвитку підприємництва та споживчого ринку;
- з питань праці, соціального захисту населення та охорони здоров’я;
- з питань освіти, культури, фізкультури, спорту, сім’ї та молоді;
- з питань депутатської діяльності і етики та забезпечення законності, правопорядку, охорони прав, свобод і законних інтересів громадян;
- з питань будівництва, житлово-комунального господарства та охорони навколишнього природного середовища.

## Рішення сесій ради
Деякі рішення VI-XVIII сесій ради V скликання

## Голова ради
- Номеровський Анатолій Іванович, з квітня 2006 р.